# ジャック・ルビー (映画)
『ジャック・ルビー』（原題：Ruby）は、1992年制作のアメリカ合衆国の映画。
ケネディ大統領暗殺事件の実行犯とされるリー・ハーヴェイ・オズワルドを射殺したジャック・ルビーを描いた映画。
Amazon Prime Videoでは『ルビー』の邦題で配信されている。

## あらすじ
ダラスでナイトクラブを経営するジャック・ルビーの店である日、スター歌手のショーが開催されるが、そこにはマフィアのボスたちが多数集まったほか、時のジョン・F・ケネディ大統領も訪れていた。
ルビーの店のダンサーで彼の恋人でもあるキャンディは、マフィアの大物サントスの計らいでケネディに面会するが、その後彼女はルビーに、マフィアとケネディの関係が並々ならないことや、最近はマフィアがケネディに対して不満を持っているということなどを話す。
その後、ルビーはクラブのバーテンをしているキューバ人のディエゴがリー・ハーヴェイ・オズワルドという男からライフルを受け取るのを目撃、ただならぬ気配を感じる。
そしてついにケネディ大統領暗殺事件が発生、ルビーは「見たり聞いたりしたことは全て忘れろ」と脅迫を受ける。ルビーは全てを打ち明けようと決意、銃を手にオズワルドが勾留されている警察署に向かう。だがオズワルドが出てきた瞬間、ルビーの手に握られていた銃はオズワルド目がけて発射され、彼は死亡してしまった。
逮捕されたルビーは「全てを証言する」と言いながら多くを語らぬまま、「俺は殺される」と叫びながら、1967年に獄中でこの世を去った。

## キャスト
- ジャック・ルビー：ダニー・アイエロ
- キャンディ・ケイン / シェリル・アン・デュジャン：シェリリン・フェン
- マックスウェル：アーリス・ハワード
- デヴィッド・フェリー（英語版）：トビン・ベル
- J・D・ティピット：デイヴィッド・ドゥカヴニー
- プロビー：リチャード・C・サラフィアン
- ルーイ・ヴィタリ：ジョセフ・コーテス
- サントス・アリカンテ：マーク・ローレンス
- リー・ハーヴェイ・オズワルド：ウィリー・ガーソン
- ジョゼフ・ヴァラキ：ジョー・ヴィテレリ